# Gibbaeum pachypodium
Gibbaeum pachypodium är en isörtsväxtart som först beskrevs av Kensit, och fick sitt nu gällande namn av L. Bol. Gibbaeum pachypodium ingår i släktet Gibbaeum och familjen isörtsväxter. Inga underarter finns listade i Catalogue of Life.